# Летопись занятий Археографической комиссии
Летопись занятий Археографической комиссии – неперіодичне видання Археографічної комісії при С.-Петербурзькій АН (з 1917 – при Російській АН, з 1922 – Археографічна комісія Російської АН, з 1926 – Історико-археографічна комісія АН СРСР) у С.-Петербурзі (Петрограді, Ленінграді) протягом 1862–1928. Вийшло 35 випусків. Первісно "Летопись…" планувалася як щорічне видання, проте перші 11 випусків, як і 4 останні, охоплювали період діяльності Археографічної комісії від 2 до 7 років. Випуски з 12 до 31 відображали діяльність цієї інституції за 1 рік. Розвідки та матеріали з 1 до 11 випуску структурувалися за чотирма відділами:

1. Дослідження;

2. Матеріали;

3. Описи рукописів та актів;

4. Витяги з протоколів засідання Археогр. комісії.
Від 12 випуску структура видання повністю змінилася, зокрема зник поділ на відділи. Відтоді витяги з протоколів зі щорічними звітами про діяльність Археогр. комісії, а також допоміжні покажчики до них друкувалися на початку кожного випуску. З 13 випуску в "Летописи…" систематично вміщувалися списки книг, які надходили до бібліотеки Археогр. комісії, що замінили інвентарні списки. Передбачалася публікація біографій з портретами членів Археогр. комісії, але цей задум не був реалізований. У всіх випусках "Летописи…" публікувалися різноманітні історичні джерела, зокрема грамоти, акти, укази, прибутково-видаткові книги, наукові статті і джерелознавчі дослідження, а також друкувалася інформація про діяльність цієї інституції, описи колекцій документів, витяги з протоколів засідань Археогр. комісії впродовж 1860–1925 та ін. З багатьох публікацій в "Летописи…" робилися окремі відбитки, наклад яких коливався від 50 до 2000 примірників. На сторінках "Летописи…" вміщувалися праці та матеріали відомих рос. і українських вчених, зокрема К.Бестужева-Рюміна, О.Бичкова, В.Веретенникова, Я.Головацького, Б.Грекова, М.Довнар-Запольського, М.Калачова, Г.Карпова, М.Костомарова, О.Лаппо-Данилевського, О.Преснякова, О.Пипіна, С.Платонова, М.Семевського та ін. Українські вчені співпрацювали з Археогр. комісією здебільшого впродовж 1860–80-х рр., а відтак відомості про них подані, переважно, у 1–10 випусках (1862–95) "Летописи…". Зокрема, у виданні представлена інформація про укр. істориків, які співробітничали з Археогр. комісією (Д.Зубрицький, О.Лазаревський та ін.), про членів цієї інституції М.Костомарова й П.Куліша, про підготовку серійних видань ("Актов Южной и Западной России" та ін.) тощо. У "Летописи…" опубл. звіти М.Костомарова про роботу у варшавських б-ках (1868, вип. 4), відрядження для огляду Несвізького архіву (1871, вип. 5), а також численні виступи й репліки історика з приводу підготовки і публікації низки серійних видань: "Актов Южной и Западной России", "Русской исторической библиотеки", "Полного собрания русских летописей" та ін. У "Летописи…" вміщені важливі відомості про археогр. й редакторську діяльність М.Костомарова: призначення його членом Археогр. комісії, його роботу у відомчих і міністерських архівах, надання йому чину дійсного статського радника, відрядження історика в попередні к-ти 2-го і 3-го Археол. з'їздів та багато ін. 15 грудня 1879 М.Костомаров на засіданні комісії зачитав записку про видані й надруковані за його редакцією праці. Крім того, в "Летописи…" вміщена інформація про призначення членами Археогр. комісії П.Куліша (1862, вип. 1) й В.Іконникова (1926, вип. 33), опубл. уривок з листа М.Максимовича (1871, вип. 5) та ін.
Покажчики: Летопись занятий Археографической комиссии 1861–1928: Указатель содержания. Л., 1987.